# Plik wymiany
Plik wymiany – specjalny plik systemowy wykorzystywany przez systemy operacyjne jako dodatkowa pamięć wspomagająca mechanizm stronicowania i pamięci wirtualnej. Ten plik w systemach operacyjnych opartych na Windows NT nosi nazwę pagefile.sys i może być utworzony w głównym folderze każdego obsługiwanego przez system woluminu, czyli może być ich w systemie kilka. Jest wykorzystywany wówczas, gdy menedżer pamięci musi uwolnić część pamięci RAM, nie zmniejszając wielkości alokowanej pamięci wirtualnej dla procesów. Szczególnym przypadkiem jest sytuacja, gdy ilość przetwarzanych informacji nie mieści się już w pamięci fizycznej. Dane z pamięci wirtualnej są wtedy zapisywane do pliku wymiany, odpowiadający mu obszar pamięci RAM jest zwalniany, a gdyby te dane były potrzebne, to na dysk przenosi się inny obszar pamięci, a w to miejsce kopiuje się potrzebne dane z pliku wymiany. Zbyt częste zapisy i odczyty z pliku wymiany zmniejszają znacznie wydajność komputera i przyczyniają się do nadmiernego obciążenia dysku twardego i zazwyczaj świadczą o zbyt małej ilości pamięci RAM. Aby plik wymiany działał wydajnie powinien być zapisany w jednolitym, zdefragmentowanym obszarze dysku, przy czym wewnętrzna fragmentacja jego zawartości w rezultacie nie pozwala na uzyskanie dużych prędkości przesyłania danych. Warto też, ze względów wydajnościowych, utworzyć plik wymiany na dysku twardym innym niż dysk, na którym jest zainstalowany system operacyjny, w ostateczności na oddzielnej partycji dysku z systemem operacyjnym.
Plik wymiany używany jest również do zapisywania zrzutu pamięci podczas wyświetlania tak zwanego niebieskiego ekranu śmierci (Blue Screen of Death). Dane te, przy następnym uruchomieniu systemu przepisywane są do odpowiedniego pliku. Podejście takie ma na celu zminimalizowanie ryzyka awarii systemu plików podczas tworzenia zrzutu.

## Linux
Plik wymiany na nowych Linuksach znajduje się w głównym katalogu (/) i nazywa się swapfile.

Aby zrobić pusty plik wymiany należy użyć skryptu pokazanego poniżej.
```
#!/bin/bash

# Ten skrypt należy wykonać jako root

NAZWA_PLIKU
=
"swap"
  
# Nazwa wynikowego pliku wymiany

ROZMIAR
=
"8GB"
  
# Rozmiar pliku

fallocate
 
-l
 
$ROZMIAR
 
/
$NAZWA_PLIKU

# Zrób pusty plik o rozmiarze $ROZMIAR

swapon
 
/
$NAZWA_PLIKU

# Spraw, aby plik był używany jako plik wymiany

```

Plik wymiany można aktywować poleceniem swapon a wyłączyć za pomocą swapoff.